# كلوستريديوم غليكولي
مطثية غليكولية أو كلوستريديوم غليكولي (الاسم العلمي:Clostridium glycolicum) هي نوع من البكتيريا تتبع جنس المطثية من فصيلة نظيرات المطثية. سميت نسبة إلى قدرتها على تخمير الإيثيلين غليكول.